# 아리아람네스
아리아람네스는 키루스 대왕의 삼촌이며 다리우스 1세의 할아버지였다. 그는 키루스 1세의 형제이며 테이스페스의 아들이었다. 그러나 이것은 불분명하다. 어떠한 경우에도 그는 아케메네스 제국의 구성원이었으며 하마단에서 발견된 비문에서 그는 페르시아의 왕으로 불렸다.
베히스툰 비문에 따르면 그의 증손 다리우스 1세가 그 이전의 아케메네스 왕 8인을 열거하는데 그는 아리아람네스를 왕으로 헤아렸다.